# Histoires de la nuit
Histoires de la nuit est un roman de Laurent Mauvignier paru le 3 septembre 2020 aux éditions de Minuit.

## Résumé
Au hameau de L'Écart-des-Trois-Filles-Seules à La Bassée, Patrice Bergogne est un éleveur de vaches qui a repris l'exploitation de son père. Il y vit avec sa femme Marion – partie travailler dans une imprimerie en ville pour subvenir aux besoins du foyer et s'éloigner de l'ambiance de la ferme – et leur fille Ida, ainsi qu'une voisine de longue date, Christine, une artiste-peintre qui au fil des années est devenue une mère de substitution pour Patrice et une « Tatie » pour la petite.
Le jour des quarante ans de Marion, une fête se prépare dans une atmosphère de plus en plus lourde et inquiétante. Dans l'après-midi, Radjah, le chien de Christine est tué de coups de couteau alors que cette dernière reçoit des lettres anonymes menaçantes depuis quelques semaines. Trois hommes arrivent et la prennent en otage en attendant la rentrée de l'école d'Ida, le retour de Patrice – parti en ville faire un cadeau et des courses pour le dîner d'anniversaire de sa femme –, et l'arrivée de Marion après son travail. Le passé trouble de cette dernière se dévoile peu à peu et explique les raisons de sa venue à La Bassée quelques années auparavant, son union rapide avec Patrice grâce à un site de rencontres et son installation à la campagne alors que celle-ci est, à l'évidence, une jeune et séduisante citadine.

## Réception critique
Pour Les Inrocks, le roman de Laurent Mauvignier décrit « une réalité sociologique avec subtilité et complexité ». Jean-Claude Raspiengeas dans La Croix considère qu'il s'agit d'« un polar social et psychologique envoûtant et impressionnant, tableau de la désaffection rurale et de la fragilité des liens » tout en soulignant l'importance formelle de l'écriture littéraire, marque des auteurs des Éditions de Minuit. Ce jugement est repris de manière très similaire par Raphaëlle Leyris dans Le Monde – pour qui Mauvignier « signe un admirable roman, thriller sans action (ou si peu) au suspense purement littéraire » –, par Guy Duplat dans La Libre Belgique – qui voit « un admirable roman, un suspense littéraire et psychologique » –, par François Busnel dans l'émission La Grande Librairie et dans les quotidiens régionaux Sud Ouest et Ouest France. Pour Le Journal du dimanche l'auteur « signe un roman magistral » qui pour Télérama mêle le « choc de la magnificence d’une langue [et le] choc de la puissance de personnages ». Selon le magazine En attendant Nadeau « Mauvignier fait quelque chose de rare dans la production romanesque francophone contemporaine : il promeut une esthétique, une écriture, une réflexion sur les moyens de la fiction ». À ce titre, Libération précise qu'à l'inverse de certains auteurs contemporains « intéressés par la vitesse », Laurent Mauvignier est « de la vieille école du regard » qui « s'attarde » sur la description de ce que voient ses personnages dans de longues phrases aux incises multiples se « lov[ant] dans l’instant ».
Plus réservé, Patrick Grainville dans Le Figaro souligne un parallèle avec De sang-froid de Truman Capote mais considère in fine que le roman est un « thriller gâté par trop de méandres ». Alors que l'ensemble de la tribune littéraire du Masque et la Plume sur France Inter est enthousiaste envers le livre, Arnaud Viviant fait entendre une voix différente, le critiquant vivement et considérant qu'il y a un « problème du fond et de la forme » dans ce roman avec « une espèce de violence esthétique [...] déjà vue mille fois », une accumulation de phrases trop longues et trop lentes qui peuvent lasser le lecteur.
À l'issue de l'année 2020, Alain Finkielkraut, constatant que le roman n'a pas reçu de prix littéraire, décide de lui décerner à titre personnel et informel son prix Répliques en référence à son émission hebdomadaire sur France Culture et lui consacre une émission entière le 2 janvier 2021.

## Éditions
- Les Éditions de Minuit, 2020  (ISBN 978-2-70734-631-5)[16].